# دارماکرتی
دارماکرتی (fl. c. قرن ششم یا هفتم) ، ( تبت : ཆོས་ ཀྱི་ གྲགས་ པ་ ؛ وایلی : chos kyi grags pa ) ، یک فیلسوف بودایی با نفوذ هند بود که در Nālandā کار می‌کرد. او یکی از دانشمندان کلیدی بود معرفت شناسی ( pramāṇa ) در فلسفه بودایی ، و با مرتبط Yogācāra  و Sautrāntika مدارس. وی همچنین یکی از نظریه پردازان اصلی اتمیسم بودایی بود .  آثار او از علمای تحت تاثیر Mīmāṃsā ، Nyaya و شیواپرستی مدارس فلسفه هندو و همچنین محققان از جین.
Pramāṇavārttika دارماكارتی ، بزرگترین و مهمترین اثر وی ، در هند و تبت به عنوان یک متن اصلی در مورد pramana ('ابزار دانش معتبر') بسیار تأثیرگذار بود و توسط بسیاری از محققان هندی و تبتی مورد تفسیر قرار گرفت. متون وی بخشی از مطالعات در صومعه‌های بودایی تبتی باقی مانده است.

## تاریخ
درباره زندگی دارماكرتی اطلاعات كمی در دست است. مطابق رسومات تبتي او يك برهمن متولد هند جنوبي بود  و برادرزاده حکیمی به نام كومريلا باتا بود . هنگامی که او جوان بود، کوماریلا در لباسهای برهمنی خود با دارماكرتی به تندی صحبت كرد. این باعث شد که دارماکرتی به جای آن، لباسهای نظم بودایی را برگزیند و تصمیم بگیرد "همه بدعت گذاران را پیروز کند".  وی به عنوان یک دانشجوی آیین بودا، ابتدا تحت ایسواراسنا تحصیل کرد،  و بعداً به نالاندا نقل مکان کرد و در آنجا با دارماپالا در قرن 6 ارتباط برقرار کرد.  با این حال، صحت و سقم رساله‌های تبت نامشخص است و محققان او را به جای آن در قرن 7 قرار می‌دهند. این به دلیل ناسازگاری در متن های مختلف تبتی و چینی است و به دلیل این است که حدود اواسط قرن 7 و پس از آن، متون هندی بحث در مورد ایده های او را آغاز می‌کنند ،    مانند نقل قول دارماکرتی آیات در آثار آدی شانکارا .  به گفته بیشتر محققان دارماكرتی  بین 600 تا 660 سال قبل از میلاد مسیح زندگی كرده است ، اما تعداد اندكی او را زودتر قرار می دهند.
دارماکرتی بر پایه‌ی Dignāga، پیشگام منطق بودایی اعتبار یافته و از آن زمان تاکنون در سنت بودایی دارای نفوذ بوده است.  نظریه های وی در تبت هنجاری شد و تا امروز به عنوان بخشی از برنامه درسی خانقاه بنیادی مورد مطالعه قرار می گیرد.
سنت تبتی معتقد است که دارماکرتی به عنوان راهب بودایی در نالاندی توسط دارماپالا منصوب شد. در نوشته‌های او این جمله را می‌یابیم که هیچ کس ارزش کار او را درک نخواهد کرد و تلاش های او به زودی فراموش خواهد شد،   اما تاریخ ثابت کرد که ترس های او اشتباه است.

### زمینه تاریخی
آثار بودایی مانند Yogacarabhumi-شاسترا و Mahāyānasūtrālaṅkāra تشکیل شده قبل از قرن 6، در hetuvidyā (منطق، دیالکتیک) غیر سیستماتیک هستند و رویکرد و ساختار heresiological، proselytical و پوزش‌خواهانه دارند.  هدف آنها شکست مخالفان غیر بودایی (هندوئیسم ، جینیسم ، اوجوکیسم ، دیگران)، دفاع از ایده‌های بودیسم، توسعه خط استدلال‌هایی بود که راهبان بتوانند برای تبلیغ کسانی که به بودیسم شک دارند و تقویت ایمان بوداییانی که دچار شک و تردید شده‌اند، مورد استفاده قرار دهند.  در حدود نیمه قرن 6، احتمالا برای رسیدگی به بحث و جدل از سنت های غیر بودایی با پایه‌های pramana شان، بودایی محقق Dignāga رویکرد دیالکتیک را به روش‌های سیستماتیک تر معرفت شناسی و منطق تغییر داد.  دارماکرتی پا به پای راه Dignāga رفت و معتقد است که آموزه های فلسفی سیستماتیک در زمینه معرفت شناسی بودایی، که ونسان التچینگر می گوید، "یک تعهد عذرخواهی کامل مثبت/مستقیم" دارد.  دارماکرتی در دوران فروپاشی امپراتوری گوپتا، زمانی که ناامنی زیادی برای موسسات بودایی بود، زندگی می‌کرد. نقش منطق بودایی به عنوان دفاع فکری در برابر استدلالهای فلسفی هندو که توسط سنتهای پیچیده معرفتی مانند مکتب نیایا تدوین شده بود ، تلقی می شد.

### معرفت شناسی

معرفت شناسی بودایی معتقد است که ادراک و استنباط وسیله تصحیح دانش است.

فلسفه دارماكرتی بر نیاز به ایجاد نظریه ای در مورد اعتبار منطقی و یقین مبتنی بر علیت استوار است. در پیروی از  را پارماناساموکایای دیگناگا، دارماکرتی همچنین معتقد است تنها دو ابزار از دانش و یا «شناخت معتبر (pramāṇa) وجود دارد؛ "ادراک" ( pratyaksa ) و "استنباط" ( anumāṇa ). ادراک یک شناخت غیر مفهومی از جزئیات است که وابسته به علیت است، در حالی که استنباط منطقی، زبانی و مفهومی است. در دارماکرتی پراماناوارتیکا، پرامانا را به عنوان "شناخت قابل اعتماد" تعریف می کند. معنای قابل اعتماد بودن شناخت به طرق مختلف تفسیر شده است. به دنبال مفسران مانند دارموتارا ، که آن را به این معنا تعریف می کنند که یک شناخت می تواند منجر به دستیابی به هدف مورد نظر فرد شود ، برخی از محققان مدرن مانند خوزه I. کابزون دارماکرتی را به عنوان دفاع از شکلی از پراگماتیسم تفسیر کرده اند. تیلمنس او را به شکل ضعیفی از نظریه مطابقت می داند که معتقد است "تأیید اثر علی" ( arthakriyāsthiti ) این توجیه را دارد که یک موضوع شناخت دارای قدرت علی است که ما انتظار داشتیم. این توجیه از طریق نوع خاصی از ادراک غیر مفهومی ( pratyakṣa ) است که گفته می شود "منبع ذاتی دانش" ( svataḥ prāmāṇya ) است که در نهایت قابل اعتماد است. دارماکرتی یک شناخت را معتبر می داند در صورتی که از طریق یک درک ذاتی معتبر و غیر مفهومی از شیء که در مورد کارکرد آن اشتباه نمی کند، با علت شناختی پیوند علیت داشته باشد. همانطور که دارماکیری می گوید: "پرامیا یک شناخت قابل اعتماد است. [در مورد] قابلیت اطمینان ، این شامل مطابقت [این شناخت] با [ظرفیت شی] برای انجام یک عملکرد است ( Pramāṇavārttika 2.1ac). 
دارماكرتی همچنین معتقد است كه حكم معرفتی فوق العاده ای وجود دارد، مانند كلمات بودا، كه گفته می شود فردی معتبر/قابل اطمینان ( پراماپاپورنا ) و همچنین برداشت "غیرقابل تصور" یوگی ( یوگیپراتیاكیا ) است. درمورد نقش اقتدار کتاب مقدس، دارماکرتی موضعی معتدل و ظریف دارد. از نظر دارماكرتی، كتاب مقدس (بودایی یا غیر آن) به معنای واقعی و مستقل شناخت معتبر نیست. او معتقد بود که نباید از کتاب مقدس برای راهنمایی فرد در مورد مسائلی که می‌توان با روشهای واقعی و منطقی تصمیم گیری کرد استفاده کرد و نباید در رد بخشهای نامعقول کتاب مقدس مکتب خود تقصیری به خرج داد. با این حال، هنگام برخورد با "چیزهای کاملاً غیرقابل دسترسی" ، مانند قوانین کارما و سوتریولوژی، باید به کتاب مقدس اعتماد کرد. اما طبق نظر دارماکرتی ، کتاب مقدس منبع خطایی از دانش است و ادعای قطعیت ندارد.

### متافیزیک
با توجه به بوداشناس تام تیلمنس، ایده دارماکرتی یک فلسفه نومینالیست را تشکیل می دهد که مخالف فلسفه‌ی Madhyamaka است، و تصریح می کند که برخی از اشخاص واقعی هستند. دارماکرتی بیان می کند که واقعیت فقط جزئیات لحظه ای موجود است ( svalakṣaṇa )، و هر گونه جهان ( sāmānyalakṣaṇa ) غیرواقعی و داستان گونه است. وی نظریه نیایا در مورد کلیات را نقد کرد و استدلال کرد که از آنجایی که آنها هیچ اثر علی ندارند، هیچ دلیل منطقی برای ارائه آنها وجود ندارد. آنچه واقعی است باید دارای قدرت ( śakti )، تناسب اندام ( yogyatā ) یا ویژگی های علّی باشد که همان چیزی است که یک فرد واقعی را به عنوان یک شیء ادراک مشخص می‌کند. دارماکرتی می نویسد "هر چیزی که دارای قدرت علی ( arthakriyāsamartha ) است ، واقعاً وجود دارد ( paramārthasat )."  این نظریه ویژگیهای علّی به عنوان شکلی از نظریه تروپ تفسیر شده است. گفته می‌شود که Svalakṣaṇa جزء جزئی، بدون تقسیم و بدون مالکیت است ، و در عین حال آنها نیروی علیتی را ایجاد می کنند که باعث شناخت ادراکی می شود، که بازتاب مستقیم جزئیات است. 
مطالب خاص و نهایت واقعی (paramārthasat) دارماکرتی با نهادهای مرسوم واقعی (saṃvṛtisat) به عنوان بخشی از ارایه‌ی او از دکترین دو حقیقت بودایی در تضاد هستند. واقعیات متعارف برای او بر اساس مقوله‌های زبانی‌، ساختارهای فکری و اضافه‌های غلط بر جریان واقعیت‌، مانند این ایده که جهان شمول وجود دارد ، استوار است.  به گفته دارماکرتی ، تحریف شناختی درک مستقیم از جزئیات در طی فرایند تشخیص ( pratyabhijñāna ) و قضاوت ادراکی ( niścaya ) رخ می دهد که به دلیل تمایلات نهفته ( vāsanā ) در ذهن به جا مانده از برداشتهای گذشته از برداشتهای مشابه ایجاد می شود. به این گرایش های پنهان در نمای ادراک شده از شیء قبلاً تجربه شده در لحظه ادراک گرد هم می آیند ، و از این رو این یک اشتباه تحمیلی در واقعیت است ، یک تصور شبه ( pratyakṣābhāsa ) که واقعیت ( saṃvṛti ) را پنهان می کند و در عین حال عملاً برای پیمایش آن مفید است  جهل ( مشتاقانه) برای دارماورتی مفهومی ، شبه ادراك و اضافی است كه بر طبیعت درخشان (پراباهسوارا) ادراك محض پوشانده شده است. یک یوگی بودایی با تصحیح این آلودگی‌های ادراکی از طریق پرورش ذهنی و همچنین استفاده از استنباط برای به دست آوردن "بینش ناشی از تأمل (منطقی)" ( cintāmayī prajñā ) می‌تواند ماهیت واقعی واقعیت را بهتر ببیند تا زمانی که درک او به طور کامل، تکمیل شود. 
دارماکرتی ، دوباره از دیگنگا پیروی می کند، همچنین معتقد است که همه چیز به خودی خود "قابل وصف" نیست ( avyapadeśya ). زبان هرگز به خود چیزها مربوط نمی شود، بلکه به داستانهای مفهومی مربوط می‌شود ، بنابراین آنها نامزد هستند. با توجه به این نظریه، مسئله اصلی برای دارماکرتی این است که چگونه توضیح دهد که ممکن است طرحواره های زبانی خودسرانه و متعارف ما به جزئیات ادراکی اشاره کنند که غیرقابل توصیف و غیر مفهومی هستند. برای توضیح این شکاف بین طرحواره مفهومی و محتوای ادراکی ، دارماکرتی نظریه "محرومیت" (آپها) دیگناگا را پذیرفته است. دیدگاه Dignāga این است که "یک کلمه فقط در مورد موجودات صحبت می کند ، زیرا آنها با نفی سایر موارد واجد شرایط هستند."  برداشت منحصر به فرد دارماکرتی در مورد این نظریه نامی گرایی، که زیربنای کل سیستم اوست، این است که آن را از نظر اثر علی - arthakriyā (که همچنین می‌تواند به عنوان "عملکرد تلیک" ، "عملکرد" و "تحقق هدف" ترجمه شود) تفسیر کند. 
دارماکرتی سیستم فلسفی خود را برای دفاع از آموزه های بودایی توسعه داد، بنابراین تعجبی ندارد که او تعدادی استدلال به وجود آورد برای تولد دوباره، چهار حقیقت شریف، اقتدار بودا، کارما، آناتا و شفقت و همچنین حمله به دیدگاه‌های برهمینی مانند اقتدار وداها 
دارماکرتی همچنین از نظریه بودایی لحظه ( kṣaṇikatva) دفاع کرد، که معتقد بود دارما در لحظه ظهور خود به خود از بین می رود. دارماکرتی برای نظریه‌ای استدلال کرد که می‌گوید از آنجا که هر چیزی که واقعاً وجود دارد دارای قدرت علی است، این واقعیت که قدرت علی آن فعال است ثابت می کند که همیشه در حال تغییر است. برای دارماکرتی، هیچ چیز نمی‌تواند علت باشد و در عین حال ثابت باقی بماند و هر چیز دائمی از نظر علی بی اثر خواهد بود.

### فلسفه ذهن
دارماکرتی از نظریه آگاهی دیگناگا که به لحاظ مفهومی بازتابنده نیست (svasamvitti یا svasaṃvedana ) دفاع می کند. این ایده این است که یک عمل آگاهی عمدی نیز از خود آگاه است. گفته می شود هوشیاری خود را مانند چراغی روشن می کند که اجسام یک اتاق و همچنین خود را روشن می کند. دارماکرتی همچنین از نظریه یوگیکارا در مورد "فقط آگاهی" (vijñaptimātratā) دفاع می کند که معتقد بود "اشیاء خارجی" ادراک وجود ندارند. از نظر دارماکرتی ، یک شیء شناختی خارجی یا جدا از خود عمل شناختی نیست. این به این دلیل است که شیء "لزوماً همزمان با [خود] تجربه می شود" ( Pramāṇavārttika 3.387).  این دیدگاه این است که یک دوگانگی (dvaya) بین یک شی (grāhya) و شناخت ذهنی (grāhaka) وجود دارد ناشی از جهل است.
اثبات سایر رویکردهای ذهنی دارماکرتی ( Saṃtānāntarasiddhi ) رساله ای است در مورد ماهیت جریان ذهن و پاسخ بودایی به مشکل ذهن های دیگر  دارماکرتی جریان ذهن را آغازگر دانست و جریان ذهن را نیز به عنوان یک دنباله زمانی توصیف کرد. از آنجا که هیچ آغاز واقعی وجود ندارد، هیچ پایان واقعی نیز وجود ندارد، بنابراین، موتیف "زمان بی آغاز"  اغلب برای توصیف مفهوم جریان ذهن استفاده می شود. 